# Centrale thermique de Ladyjyn
La centrale thermique de Ladyjyn est une centrale thermique dans l'Oblast de Vinnytsia en Ukraine opérée par DTEK.

## Historique
Elle se situe à Ladyjyn les travaux ont commencé en 1968, mis en service et 1970 et achevé en 1972. Elle a été nommée en l'honneur du 50e anniversaire de l'URSS.
Elle a été frappée par deux drones suicides HESA Shahed 136 en octobre 2022. Entièrement détruite par des tirs de roquettes le 22 mars 2024.